# Majed Naser
Majed Naser Humaid Bakheit (arabul: ماجد ناصر حميد بخيت; Fujairah, 1984. április 1. –) egyesült arab emírségekbeli labdarúgó, az élvonalbeli Al Ahli kapusa.

## pályafutása

### A válogatottban
A Egyesült Arab Emírségek válogatottjával részt vett a 2007-es, a 2011-es- és a 2015-ös Ázsia-kupán. 2006 és 2018 között 78 alkalommal játszott a válogatottban.